# Реципрочна стойност
Реципрочната стойност на дадена стойност x е тази стойност, която при умножение с x дава 1 (едно). Нулата няма реципрочна стойност, защото няма число което при умножение да даде резултат, различен от 0 (виж Деление#Деление на 0). Функцията 1/х се нарича още обратна пропорционалност; тя може да се запише и като: x-1 или {\displaystyle 1 \over x}.

## Свойства
Свойства на функцията {\displaystyle 1 \over x}:
- Производна:

{\displaystyle ({1 \over x})'=-{{1} \over {x^{2}}}}
- Интеграл:

{\displaystyle \int {1 \over x}dx=log(x)}

## Преносно значение
В преносно значение реципрочен означава съотносим, отговарящ в същата степен, подобен или който е в съответствие с нещо.